# Пересудовское сельское поселение
Пересудовское сельское поселение — упразднённое муниципальное образование в составе Демидовского района Смоленской области России.
Административный центр — деревня Центральная Усадьба. На территории поселения находились 15 населённых пунктов.
Образовано Законом Смоленской области от 28 декабря 2004 года. Упразднено Законом Смоленской области от 28 мая 2015 года с включением всех входивших в него населённых пунктов в Титовщинское сельское поселение

## Географические данные
- Общая площадь: 116,79 км²
- Расположение: юго-восточная часть Демидовского района
- Граничит:
  - на востоке — с Духовщинским районом
  - на юге — с  Смоленским районом
  - на западе — с Титовщинским сельским поселением
  - на северо-западе — с Демидовским городским поселением
  - на севере — с Шаповское сельское поселением
- По территории поселения проходит автомобильная дорога  Духовщина — Демидов

На территории поселения находится одно из крупнейших озёр Смоленско области — Акатовское, и озеро Диво.

## Населённые пункты
В состав поселения входили следующие населённые пункты:
- Деревня Центральная Усадьба — административный центр
- Акатово, деревня
- Боровики, деревня
- Диво, деревня
- Дроково, деревня
- Котовщина, деревня
- Манихи, деревня
- Новые Пересуды, деревня
- Орлово, деревня
- Паньково, деревня
- Скугрево, деревня
- Старые Пересуды, деревня
- Толкуны, деревня
- Холм, деревня
- Щеткино, деревня

Общая численность населения — 430 человек.